# Gigantochloa
Genre
Gigantochloa est un genre de plantes monocotylédones de la famille des Poaceae, sous-famille des Bambusoideae, originaire de l'Asie tropicale, qui compte une soixantaine d'espèces acceptées.
Ce sont des bambous arborescents de grande taille, aux tiges (chaumes) unicespiteuses, dressées, pouvant atteindre de 20 à 45 mètres de long.

## Liste d'espèces
Selon World Checklist of Selected Plant Families (WCSP) (22 mai 2018) :
- Gigantochloa achmadii Widjaja (1987)
- Gigantochloa albociliata (Munro) Kurz (1877)
- Gigantochloa albopilosa K.M.Wong (1995)
- Gigantochloa albovestita (Holttum) K.M.Wong (1995)
- Gigantochloa apus (Schult.f.) Kurz (1864)
- Gigantochloa arcuta N.H.Xia, Y.Zeng & R.S.Lin (2014)
- Gigantochloa atroviolacea Widjaja (1987)
- Gigantochloa atter (Hassk.) Kurz (1864)
- Gigantochloa austroyunnanensis N.H.Xia & Y.Zeng (2014)
- Gigantochloa aya Widjaja & Astuti (2004)
- Gigantochloa baliana Widjaja & Astuti (2004)
- Gigantochloa balui K.M.Wong, Forest. Dept. Occas. Pap. (1990)
- Gigantochloa bastareana H.B.Naithani & R.C.Pal (2010)
- Gigantochloa brachystachya N.H.Xia & Y.Zeng (2014)
- Gigantochloa calcicola Widjaja (1997)
- Gigantochloa callosa N.H.Xia, Y.Zeng & R.S.Lin (2014)
- Gigantochloa cochinchinensis A.Camus (1920)
- Gigantochloa compressa R.Parker (1928)
- Gigantochloa densa (E.G.Camus) T.Q.Nguyen (1990)
- Gigantochloa dinhensis (A.Camus) T.Q.Nguyen (1990)
- Gigantochloa felix (Keng) Keng f. (1984)
- Gigantochloa glabrata N.H.Xia & Y.Zeng (2014)
- Gigantochloa hasskarliana (Kurz) Backer (1927)
- Gigantochloa hayatae (A.Camus) T.Q.Nguyen (1990)
- Gigantochloa hirtinoda Widjaja (1997)
- Gigantochloa holttumiana K.M.Wong (1982)
- Gigantochloa hosseusii (Pilg.) T.Q.Nguyen (1990)
- Gigantochloa kuring Widjaja (1997)
- Gigantochloa latifolia Ridl. (1925)
- Gigantochloa levis (Blanco) Merr. (1916)
- Gigantochloa ligulata Gamble (1896)
- Gigantochloa longiprophylla Widjaja (1997)
- Gigantochloa luteostriata Widjaja (1997)
- Gigantochloa macrostachya Kurz, J. Asiat. Soc. Bengal, Pt. 2 (1873)
- Gigantochloa magentea Widjaja (1997)
- Gigantochloa manggong Widjaja (1987)
- Gigantochloa membranoidea Widjaja (1997)
- Gigantochloa multiculmis A.Camus (1929)
- Gigantochloa multifloscula H.N.Nguyen, N.H.Xia & V.T.Tran, Adansonia, sér. 3 (2012)
- Gigantochloa multiradicans N.H.Xia & Y.Zeng (2014)
- Gigantochloa nigrociliata (Buse) Kurz (1864)
- Gigantochloa pachyparietalis N.H.Xia & Y.Zeng (2014)
- Gigantochloa papyracea Widjaja (1997)
- Gigantochloa parviflora (Keng f.) Keng f. (1984)
- Gigantochloa parvifolia (Brandis ex Gamble) T.Q.Nguyen (1990)
- Gigantochloa poilanei (A.Camus) T.Q.Nguyen (1990)
- Gigantochloa pruriens Widjaja (1987)
- Gigantochloa pubinervis Widjaja (1997)
- Gigantochloa pubipetiolata Widjaja (1997)
- Gigantochloa ridleyi Holttum (1956)
- Gigantochloa robusta Kurz (1876)
- Gigantochloa rostrata K.M.Wong (1982)
- Gigantochloa scortechinii Gamble (1896)
- Gigantochloa serik Widjaja (1997)
- Gigantochloa striata N.H.Xia & Y.Zeng (2014)
- Gigantochloa tenuispiculata (A.Camus) T.Q.Nguyen (1990)
- Gigantochloa thoi K.M.Wong (1992)
- Gigantochloa tomentosa Widjaja (1997)
- Gigantochloa velutina Widjaja (1997)
- Gigantochloa verticillata (Willd.) Munro (1868)
- Gigantochloa vietnamica T.Q.Nguyen (1987)
- Gigantochloa vinhphuica T.Q.Nguyen (1987)
- Gigantochloa wrayi Gamble (1896)